# Linea Minami-Riasu
La linea Minami-Riasu (南リアス線?, Minami-riasu-sen) è una linea ferroviaria regionale a scartamento ridotto della prefettura di Iwate che segue il frastagliato litorale della costa del Sanriku. Unisce precisamente le stazioni di Sakari e di Kamaishi, rispettivamente nelle città di Ōfunato e Kamaishi.

## Servizi
La ferrovia, lunga circa 36 km, è interamente a binario singolo e a trazione termica, e possiede 11 stazioni totali. A causa del terremoto e maremoto del Tōhoku del 2011, la tratta attiva è al novembre 2013 quella fra Mori e Yoshihama, con sette coppie di treni al giorno eseguiti con automotrici a cassa singola. Per il 2014 è previsto il ripristino degli ultimi 15 km fra Yoshihama e Kamaishi.

## Stazioni
- Tutte le stazioni si trovano nella prefettura di Iwate.
- ◇: I treni possono incrociarsi in questa stazione.

| Stazione         | Giapponese | Binari | Collegamenti                | Distanza interst. | Distanza totale | Posizione |
| ---------------- | ---------- | ------ | --------------------------- | ----------------- | --------------- | --------- |
| Sakari           | 盛         | ｜     | Linea Ōfunato               | 0.0               | 0.0             | Ōfunato   |
| Rikuzen-Yamasaki | 陸前山崎   | ｜     |                             | 3.7               | 3.7             | Ōfunato   |
| Ryōri            | 綾里       | ◇      |                             | 5.4               | 9.1             | Ōfunato   |
| Koishihama       | 恋し浜     | ｜     |                             | 2.9               | 12.0            | Ōfunato   |
| Horei            | 甫嶺       | ｜     |                             | 2.3               | 14.3            | Ōfunato   |
| Sanriku          | 三陸       | ◇      |                             | 2.7               | 17.0            | Ōfunato   |
| Yoshihama        | 吉浜       | ｜     |                             | 4.6               | 21.6            | Ōfunato   |
| Tōni             | 唐丹       | ◇      |                             | 6.1               | 27.7            | Kamaishi  |
| Heita            | 平田       | ｜     |                             | 5.4               | 33.1            | Kamaishi  |
| Kamaishi         | 釜石       | ｜     | Linea Kamaishi Linea Yamada | 3.5               | 36.6            | Kamaishi  |